# Érica Rivas
Pour les articles homonymes, voir Rivas.
Érica Rivas, née le 1er décembre 1974 à Ramos Mejía (Argentine), est une actrice argentine.

## Biographie
Érica Rivas est mariée avec Rodrigo de la Serna.

## Filmographie partielle

### Au cinéma
- 1995 : Clorofila negra
- 1996 : El dedo en la llaga : Valeria
- 1996 : Besos en la frente : Laura
- 1998 : Eva en cadenas
- 1999 : Garage Olimpo : Hija de Tigre
- 2001 : Gallito Ciego : Fernanda
- 2001 : Cabeza de tigre : Mujer de castelli
- 2003 : Boca de fresa : Natalia
- 2005 : La mitad negada
- 2006 : Chile 672 : Silvia Locatti
- 2007 : La Fiancée errante (Una novia errante) : Andrea
- 2008 : Die Tränen meiner Mutter : Lizzie
- 2009 : Tetro : Ana
- 2009 : Toda la gente sola : Alicia
- 2009 : El corredor nocturno : Clara
- 2010 : Por tu culpa : Julieta
- 2010 : Antes del estreno : Juana Garner
- 2012 : Las mujeres llegan tarde : Fernanda
- 2014 : Les Nouveaux Sauvages (segment « Til Death Do Us Part ») : Romina
- 2014 : El cerrajero : Monica
- 2014 : Aire libre : Julieta
- 2014 : La Donna : La Donna
- 2014 : Pistas para volver a casa : Dina
- 2015 : La luz incidente : Luisa
- 2017 : El Presidente (Le Sommet)
- 2019 : Los sonámbulos
- 2020 : The Intruder (El prófugo) de Natalia Meta
- 2023 : L'Intime Conviction d'Elena (Elena sabe) de Anahí Berneri : Rita

## Récompenses et distinctions
- Prix Sud de la meilleure actrice argentine pour Por tu culpa et Les Nouveaux Sauvages
- Condor d'argent de la meilleure actrice argentine dans un second rôle pour Les Nouveaux Sauvages
- Fondation Konex : diplôme aux six meilleures actrices argentines des années 2000 (avec Adriana Aizenberg, Valeria Bertuccelli, Graciela Borges, María Vaner et Soledad Villamil)
- Prix Platino de la meilleure actrice latino-américaine en 2015
- Festival international du nouveau cinéma latino-américain de La Havane 2019 : prix de la meilleure actrice pour son rôle dans Los sonámbulos[1],[2]